# Guz Brennera

Obraz sekcyjny guza Brennera jajnika

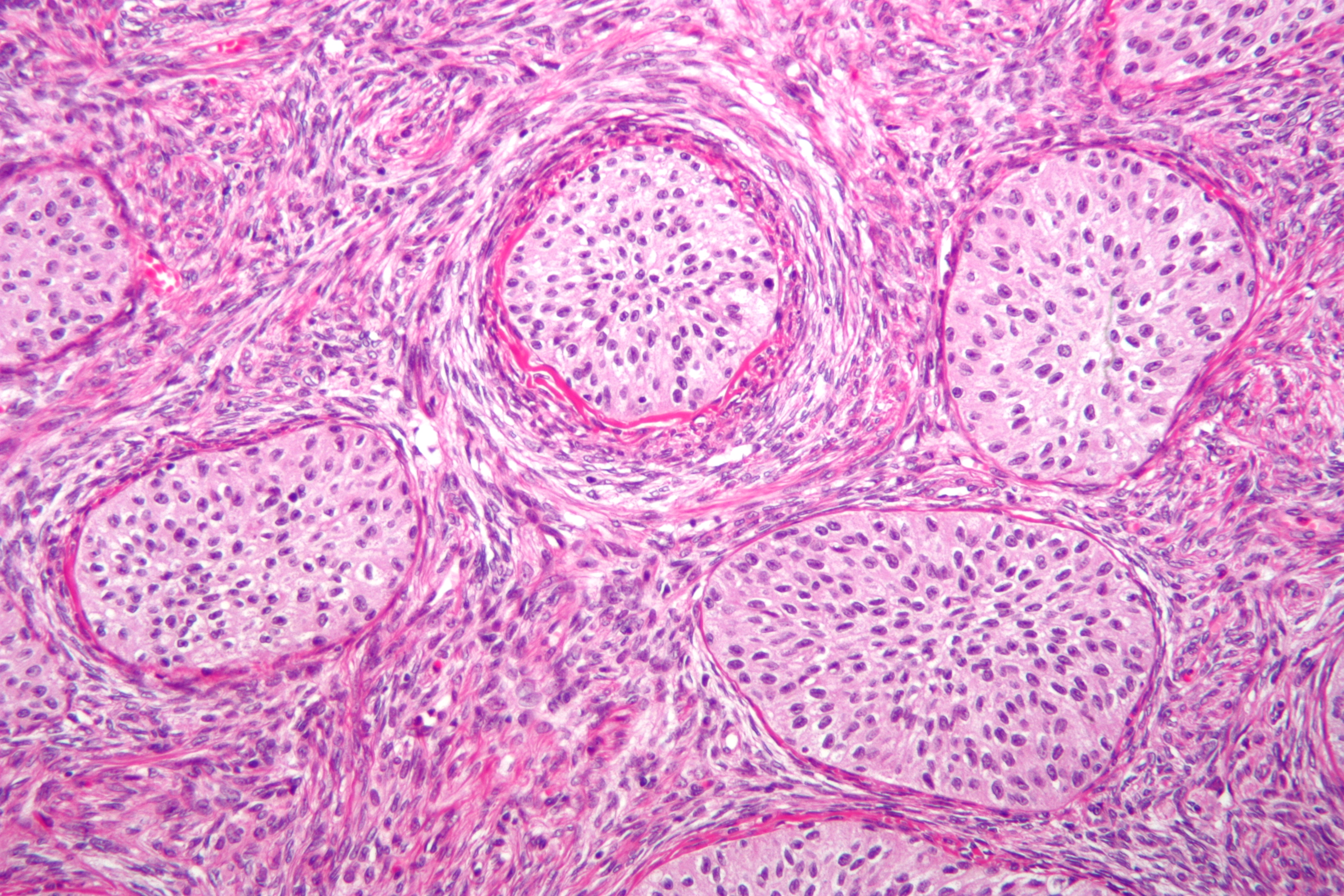
Mikrofotografia guza Brennera. Barwienie hematoksyliną i eozyną.

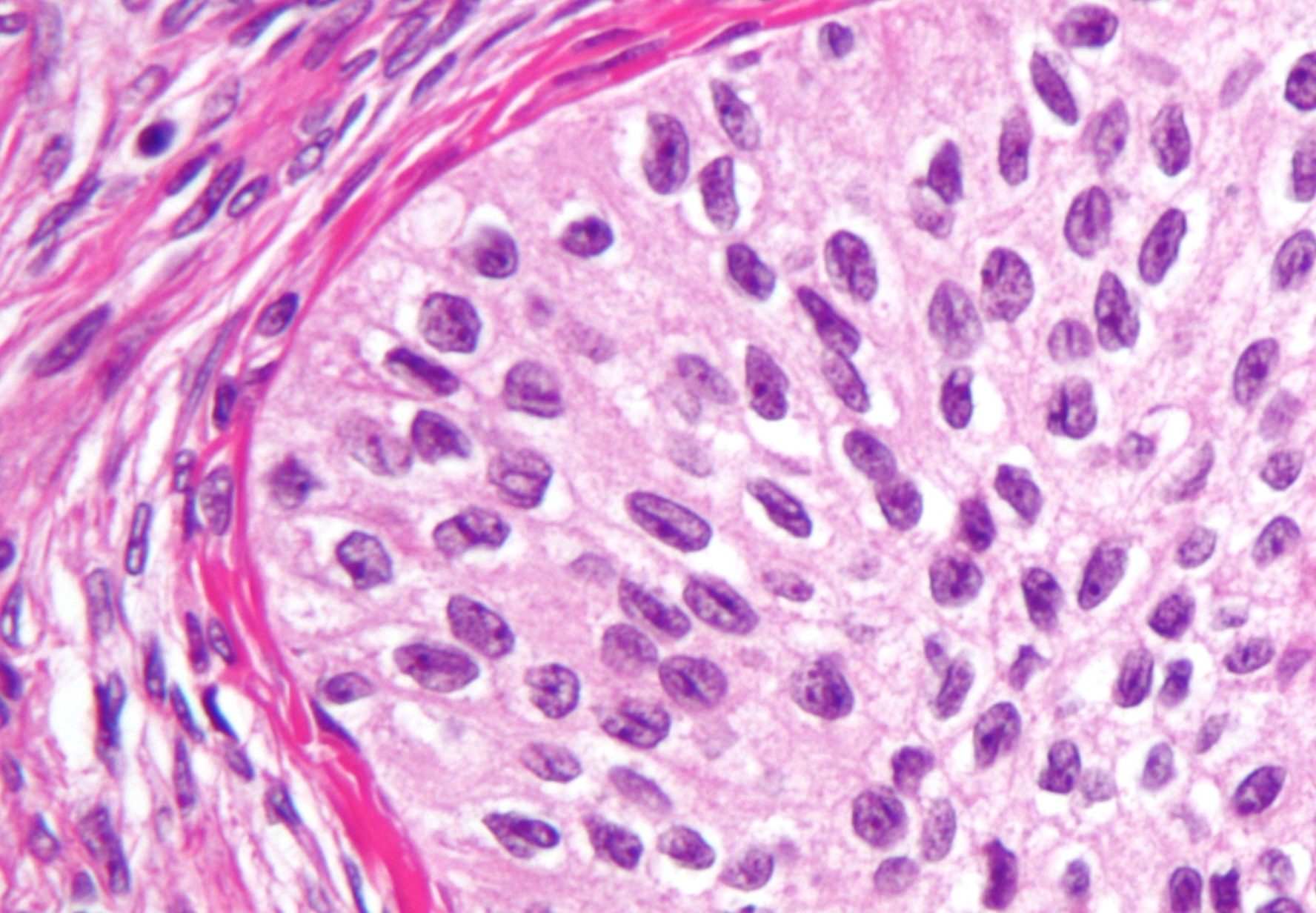
Guz Brennera pod dużym powiększeniem – widoczne jądra przypominające ziarna kawy. Barwienie hematoksyliną-eozyną.

Guz Brennera (ang. Brenner tumor) – rzadki nowotwór nabłonkowo-podścieliskowy jajnika. Występuje zwykle jednostronnie jako lity guz zbudowany z obfitego podścieliska z gniazdami nabłonka przypominającego nabłonek przejściowy dróg moczowych. Guz nie przekracza 20 cm, jest otorebkowany, na przekroju białoszary, niekiedy ze śluzowymi torbielami. Histologicznie wywodzi się z nabłonka powierzchniowego jajnika lub nabłonka dróg moczowych nieprawidłowo przemieszczonego w embriogenezie. Najczęściej wykrywany przypadkowo. Bardzo rzadko może wystąpić w innej lokalizacji niż jajniki, np. w jądrze.
Jest to zazwyczaj nowotwór łagodny, postaci złośliwe są rzadkie. 
Nazwa eponimiczna pochodzi od nazwiska patologa który jako pierwszy w 1907 roku przedstawił opis nowotworu, Fritza Brennera.